# Мохамед Шеріф Діалло
Мохамед Шеріф Діалло (англ. Mohamed Cherif Diallo) — гвінейський дипломат. Надзвичайний і Повноважний Посол Гвінеї в Україні (1993—1996). 

## Життєпис
Був Надзвичайним і Повноважним Послом Гвінеї в РФ, Україні, Латвії, Литві, Естонії, Білорусі, Фінляндії, Азербайджані, Монголії. У 1993 році вручив вірчі грамоти Президенту України Леоніду Кравчуку.
У 2014 році був Міністром-радником Постійного Представництва Гвінеї при ООН, Нью-Йорк.
З березня 2015 року посол Республіки Гвінея в Римі (Італія), з акредитацією у Греції, Словенії, Хорватії та Албанії, а також з акредитацію при міжнародних організаціях ООН, що базуються в Римі (FAO, IFAD та WFP).
Керівник та координатор програми Міжнародної організації з міграції (МОМ), що базується в Монровії, Ліберія